# Jeremiah S. Black
Jeremiah Sullivan Black (ur. 10 stycznia 1810 w hrabstwie Somerset, zm. 19 sierpnia 1883 w Yorku) – amerykański polityk.

## Życiorys
Urodził się 10 stycznia 1810 roku na terenie hrabstwa Somerset. Otrzymał wykształcenie w powszechnych szkołach, studiował nauki prawne i został przyjęty do palestry. W 1842 roku został prezesem sądu okręgowego w Pensylwanii. Dziewięć lat później został prezesem stanowego Sądu Najwyższego. W 1857 roku James Buchanan zaproponował mu stanowisko prokuratora generalnego. Po trzech latach został mianowany sekretarzem stanu. Po zakończeniu kadencji prezydenckiej otrzymał nominację do Sądu Najwyższego, jednak Senat nie zaakceptował jego kandydatury. Zmarł 19 sierpnia 1883 roku w Yorku.